# Johann Michael Götz

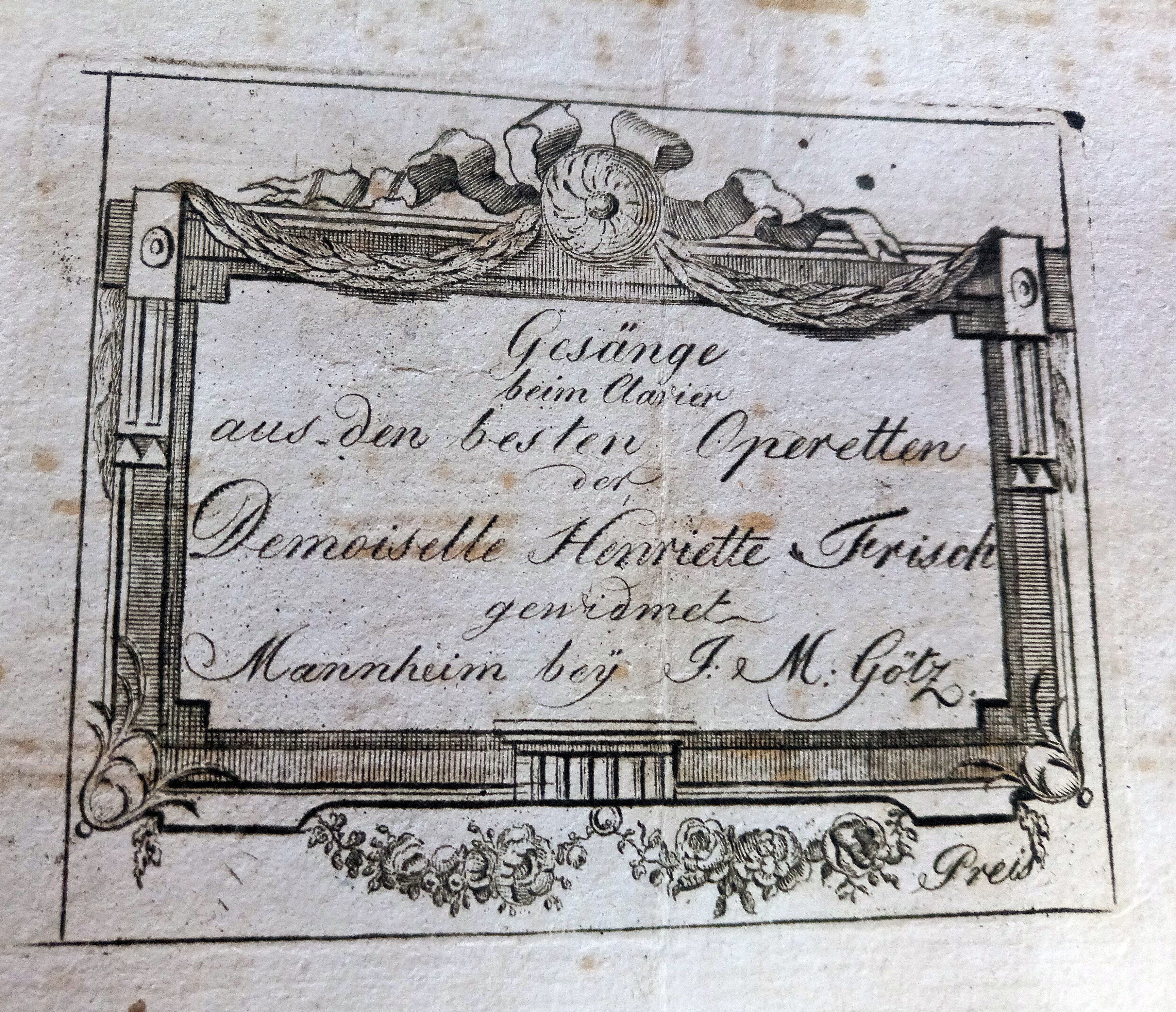
Titelblatt, Klaviernoten von Johann Michael Götz, Mannheim, um 1795, Museum Grünstadt

Johann Michael Götz (* um 1735 in Mannheim; † 15. Februar 1810 in Worms) war ein deutscher Musikverleger und Musikalienhändler.
Götz war Notenstecher und er begründete in seiner Heimatstadt eine Notenstecherei und Druckerei. Außerdem bot er Musikalien anderer Verlage an. Der Verlag hatte in Düsseldorf, München und Worms Filialen und war im letzten Viertel des 18. Jahrhunderts besonders erfolgreich.
Der Verlag Götz selbst publizierte 652 Notenausgaben, darunter jedoch eine Reihe von Nachdrucken.
Zu den von Götz gestochenen Komponisten zählen Christian Cannabich, Johann Friedrich Hugo von Dalberg, P. Romanus Hofstätter, Ludwig August und Franziska Lebrun, Franz Xaver Sterkel, Giuseppe Toeschi, Abbé Vogler und Peter von Winter, Ignaz Holzbauer gab auf eigene Rechnung die Partitur seines Günther von Schwarzburg heraus. 1782 war er der erste Verleger von Ludwig van Beethoven, dessen Variationen über einen Marsch von Ernst Christoph Dressler (WoO 63) er unter dem „Variations pour le Clavecin sur une Marche de Mr. Dresler, composées et dediées à son Excellence Madame la Comtesse de Wolfmetternich, née Baronne d'Assebourg, par un jeune amateur Louis van Beethoven, agé de dix ans. 1780“ veröffentlichte. 
1799 übersiedelte Götz nach Worms.